# Notícias do Dia
Notícias do Dia (en español: Noticias del Día) es un periódico brasileño, de formato tabloide, que circula en el estado de Santa Catarina.
Tiene ediciones diferentes para las ciudades de Florianópolis, Tijucas, Joinville, Palhoça y Biguaçu.